# Euphorbia kirimzjulica
Euphorbia kirimzjulica là một loài thực vật có hoa trong họ Đại kích. Loài này được Stepanov mô tả khoa học đầu tiên năm 1994.